# Pražman rifový
Pražman rifový (Calamus nodosus) je paprskoploutvá ryba z čeledi mořanovití (Sparidae).
Druh byl popsán roku 1966 ichtyology Johnem E. Randallem a D. K. Caldwellem.

## Popis a výskyt
Maximální délka ryby je 54,4 cm a max. hmotnost 2,6 kg. Nejvyšší zdokumentovány věk dožití je 17 let.
Oválné zploštělé tělo růžově stříbřité barvy. Středy šupin duhově namodralé. Tvář fialová s bronzovými skvrnami. Duhový modrý pruh pod okem. Modrá skvrna na prsní ploutvi.
Byla nalezena ve vodách západního Atlantiku: od Severní Karolíny po jižní Floridu, Mexický záliv.